# Edificio El Tiempo
El edificio El Tiempo es un inmueble situado en el costado suroriental de la Carrera Séptima con Avenida Jiménez, en Bogotá (Colombia). Fue diseñado por el arquitecto Bruno Violi y fue inaugurado en 1961, para celebrar los 50 años de la fundación del periódico El Tiempo. Albergó las oficinas del canal Citytv hasta el 9 de abril de 2008, ya que se trasladaron a la Ac. 26 #68B - 70, y desde 2020 pertenece a la Universidad del Rosario.
Durante 20 años fue la sede del programa Bravíssimo que se emitió hasta el año 2020 ya que en el 2021 se trasladaron a la actual sede en la Ac. 26 #68B - 70 debido a la compra por parte de la Universidad del Rosario. 

## Características
El edificio tiene una planta en forma de L. Su fachada se divide en tres partes, con la más baja en la primera el vestíbulo de acceso de la edificación. El segundo cuerpo es el principal y corresponde a una superficie de gran área, con vanos rectangulares en los que se ubican las ventas, y elementos verticales y horizontales en piedra bogotana. En el tercer y último cuerpo se hallaba un solárium, que fue posteriormente agregado a la zona de oficinas.